# تئیمان اونوریو
تئیمان اونوریو (انگلیسی: Teima Onorio؛ زادهٔ ۱۹۶۳) سیاست‌مدار اهل کیریباتی است که از سال ۱۹۹۸ عضو مجلس نمایندگان این کشور می‌باشد وی بین ۲۰۰۳ تا ۲۰۱۶ سمت معاون ریاست جمهوری کیریباتی را بر عهده داشت.